# 立浪和義
立浪 和義（たつなみ かずよし、1969年8月19日 - ）は、大阪府摂津市出身の元プロ野球選手（内野手・外野手、右投左打）、元監督、野球解説者・野球評論家、日本プロ野球名球会理事。
1987年にPL学園高校野球部の主将として春・夏の甲子園大会で連覇を達成し、同年のプロ野球ドラフト会議でNPBの中日ドラゴンズから1位指名を受けて入団。プロ1年目の1988年から遊撃手として活躍、同年のセントラル・リーグ新人王および、高卒新人としてはNPB史上初となるゴールデングラブ賞を獲得し、その後も二塁手、外野手、三塁手と守備位置を転々としながら、プロ22年目の2009年限りで現役を引退するまで、中日の中心選手として活躍した。NPB史上最多となる通算487二塁打、NPB歴代8位の通算2480安打を記録し、中日の4度のセ・リーグ優勝（1988年・1999年・2004年・2006年）と2007年の日本シリーズ優勝に貢献した。引退後の2022年から2024年まで中日の一軍監督を務めた。
西沢道夫（初代）や高木守道（2代目）とともに「ミスタードラゴンズ」（3代目）と呼ばれる。現役引退後の2019年に競技者表彰で野球殿堂入り。

## 経歴

### プロ入り前
1969年8月19日に大阪府済生会吹田病院（大阪府吹田市）で次男として生まれ、同府摂津市鳥飼で育った。本来は右打ちだが、幼いころに元社会人野球選手の父親によって左打ちに矯正された。幼少期は王貞治に憧れていた。
1976年4月、摂津市立鳥飼小学校に入学した。小学校2年生の時に両親が離婚し、これ以降は母親の元で2歳年上の兄とともに育てられていた。小学校4年生の時に兄から誘われ、兄が加入していた硬式少年野球チームの「茨木ナニワボーイズ」に加入し、野球に打ち込んだ。この時は五厘刈りをためらい入団を決意できずにいたが、母親から「ボーイズに入るなら（嫌いな）算盤はやめてもいい」と言われ、どちらを取るか考えた末に野球を選んだ。小学校6年生の際、作文には将来の夢について「野球選手」と書いていたが、このころから「野球選手になってお金を稼ぎ、母親に楽をさせる」という目標を思い描いていた。なお6年生の春までは投手だったが、肘を痛め、野手に転向。同期の橋本清が代わり、エースとなった。
1982年4月、摂津市立第二中学校へ進学したが、同校の生徒数急増により3年時からは摂津市立第五中学校へ転入し、同校が出身中学となっている。
実家は資生堂化粧品の販売店で、母は閉店後もしばしば配達に出かけるなど忙しい毎日を送っていたため、息子・和義の野球をほとんど見に行くことができず、甲子園の決勝戦しか見に行くことができなかった。また、兄は「ナニワボーイズ」時代から好打の外野手として活躍し、全国大会・世界大会優勝も経験、野球の素質では弟である和義以上と評されていたが、和歌山県立吉備高校2年生の時に肩を痛めたことが原因でプロを断念、大阪産業大学に入学。和義がドラフト指名された当時は大学2年生で外野手だった。兄は大学卒業後に大阪資生堂に就職して同社の軟式野球部に入部した。兄は和義がプロで活躍していた1996年に背番号をそれまでの「10」から和義と同じ「3」に変更し、同年には広島国体で軟式野球成年2部の代表選手として選出され、4番打者・中堅手として出場したことが、和義の所属していたドラゴンズの親会社である中日新聞社が発行する『中日スポーツ』で報じられた。
1985年
KKコンビに触発されただけでなく、幼稚園からの幼馴染であった橋本が先にPL進学を決めたことで一層想いを強くしたため、（摂津市立第五中学校時代の監督の伝で決まりかけていた大阪商業大学堺高等学校への進学を断り）憧れのPL学園高等学校に入学。この時の同期には橋本以外に片岡篤史、野村弘樹（当時は野村弘）、桑田泉らがいる。2年先輩の桑田真澄と野球部合宿所「研志寮」で相部屋となる。
1986年
第58回選抜高等学校野球大会に出場し、1回戦の静岡県立浜松商業高等学校戦に、「6番・遊撃手」として出場したが、初戦敗退した。
1987年
主将として第59回選抜甲子園大会と第69回夏の甲子園選手権大会の甲子園春夏連覇を達成。春の甲子園優勝後から立浪の名前がドラフト指名候補に挙がるようになったが、当時の評価は5位・6位と決して高いものではなく、PLの中村順司監督も「身体も大きくないのだから、それぐらいの評価なら大学か社会人で野球を続けて、それからプロに進んでも遅くない」と、当時点でのプロ入りには否定的であった。
その後、夏の甲子園では「3番・遊撃手」で21打数9安打、2本塁打、8打点の好成績を残し、優勝の一翼を担った。これにより、各球団スカウトの評価も「ドラフト2位指名は確実。外れ1位の可能性もある」と大幅に上がった。そんな中、当時南海ホークスの監督であった杉浦忠が早々とドラフト1位指名の方針を固め、PL学園の顧問に対し「どうしても立浪君が欲しい。ドラフト1位で指名する」と連絡を入れている。ちなみに立浪を1位と評価したのは当時南海のみであり、他球団の評価は2位もしくは3位であった。このことや南海が地元である大阪府・大阪スタヂアムを本拠地としていたこともあり、この頃から立浪は南海入りを強く望むようになっていた。実際、南海側も「来季から湯上谷、立浪のフレッシュ二遊間で売り出す」と球団を挙げて公言するなど、立浪に対して大きな期待を寄せていた。しかしその反面、当時のセ・リーグとパ・リーグの人気格差や、読売ジャイアンツの監督であった王への憧れから「できればセ・リーグでプレーしたい」という思いも抱いていたという。
1987年のドラフト会議で南海と中日ドラゴンズが1位で競合し、南海・杉浦監督と中日・星野仙一監督のくじ引きになった。結局、星野が当たりくじを引き当てて中日が交渉権を獲得、中日に入団する。当時中日は慶應義塾大学のエース鈴木哲を指名する予定であったが、翌年夏のソウルオリンピックを目指して社会人野球に進むことを宣言したため、ドラフト会議2日前に急遽立浪に切り替え、当時関西地区担当スカウトであった中田宗男がその旨を伝えた。なお、立浪本人は前述のセ・リーグへの憧れからドラフト会議前夜に寮のベランダに出ていたところ、偶然目の前に現れた流れ星を見て中日入団を願ったという。
中日入団が決まった直後、前述の経緯から杉浦に謝辞を書いている。それに対し杉浦は「ドラフトで立浪君を引き当てることができなかったのは自分の不徳のせい」「このような心が熱くなる手紙をもらったのは今回が初めて」などと述べた上で、最後に「どうか、中日ドラゴンズで思い切り、羽ばたいてください」と返している。その後中日との入団交渉に臨み、スカウトから背番号の候補として（当時一桁で空き番号であった）3と5を提示され、3を選択した。立浪は3を選んだ理由として「一桁の背番号で一番格好いいのは3だといつも思っていた」と語っている。

### プロ入り後

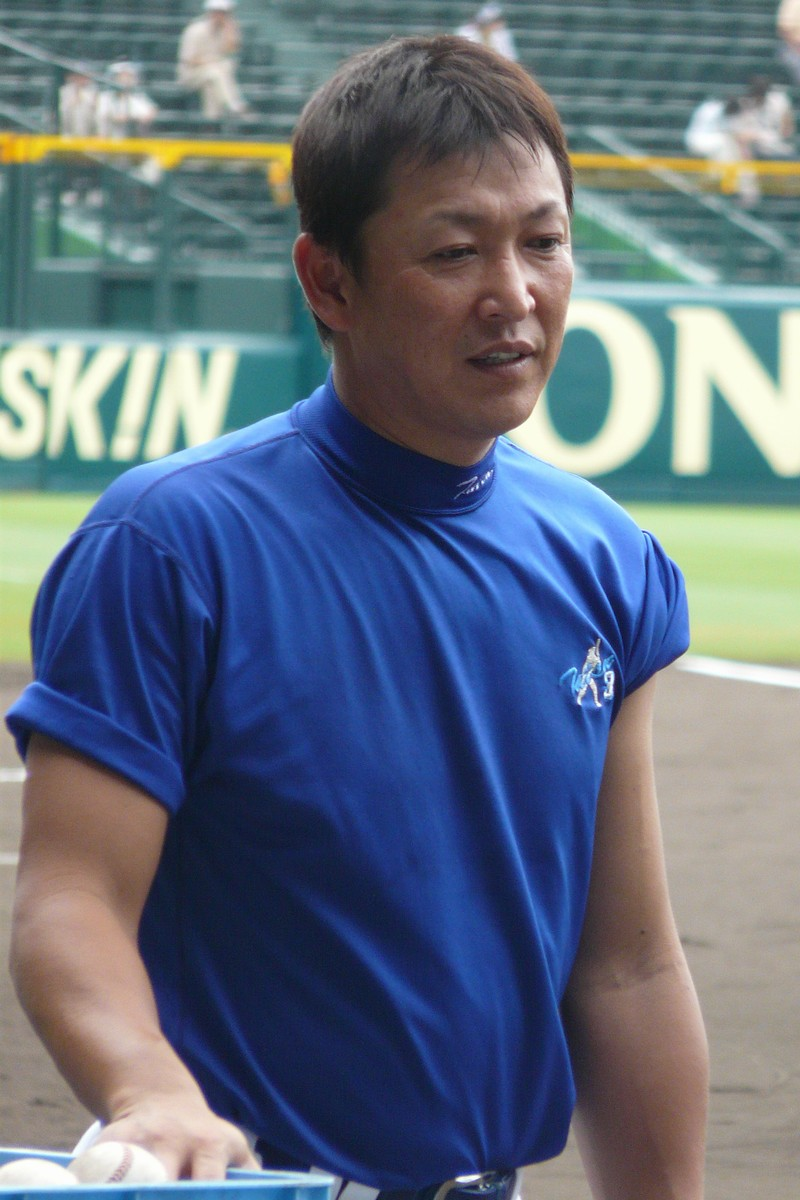
現役時代
（2009年7月16日、阪神甲子園球場にて）

1988年
ヘッドコーチの島野育夫と総合コーチの木俣達彦から素質を注目され、春季キャンプを一軍でスタートし、「2番・遊撃手」に抜擢される。前年のベストナイン遊撃手の宇野勝を二塁手にコンバートさせてまでの抜擢であった。これに対しても宇野は一切立浪に対し不満や愚痴をぶつけることはなく、むしろ「やりやすい環境を作ってくれた」という。ただし、春季キャンプが行われたベロビーチのグラウンドでの練習中、バランスを崩して右手を突いたとき右肩を痛めてしまい、シーズン終盤から翌年にかけて後遺症を残した。なお開幕直前には愛知県名古屋市西区堀越に中日の新合宿所「昇竜館」が完成したが、立浪は高卒新人でありながら一軍選手用のフロアである最上階の4階にある一室（406号室）を割り当てられた。
開幕戦でも先発「2番・遊撃手」でフルイニング出場（高卒新人としては球団史上唯一）。開幕戦先発出場を果たしたセ・リーグ高卒新人は、1957年の並木輝男（阪神）・1959年の王貞治（巨人）以来29年ぶり3人目で、両リーグ合わせても1966年の飯田幸夫（近鉄）以来22年ぶり10人目。横浜大洋ホエールズの開幕投手・欠端光則から6回裏の第3打席に初安打となる二塁打を放ち、高卒新人野手の開幕戦安打は1960年の矢ノ浦国満（近鉄）以来28年ぶり、史上3人目の快挙であった。その後、4番・落合博満の適時打で生還して初得点も記録した（同試合におけるドラゴンズ唯一の得点となった）。当時の応援歌は光GENJIの「ガラスの十代」の替え歌。立浪以降の高卒新人開幕スタメンはセ・リーグでは皆無である。
同年のオールスターゲームには遊撃手部門でファン投票選出され、全セの指揮を執る王監督から3試合連続で出場機会を与えられた。西宮球場での第1戦では8回表代打で津野浩からオールスターゲーム初打席初安打、ナゴヤ球場での第2戦では「2番・遊撃手」で先発出場したが第1打席は先発阿波野秀幸に外野邪飛に仕留められ、第2・3打席も渡辺久信の前に凡退し3打数無安打に終わった。東京ドームでの第3戦3回表二死まで打者8人をパーフェクトに抑えていた先発西崎幸広に三振を喫した。
レギュラーシーズンは110試合に出場し、規定打席に丁度到達しリーグ最下位の打率.223（5月には月間打率.320を記録し、6月には一時的に.291まで到達するものの、7月8月は月間打率1割台と、夏バテによって大幅に落ち込んだほか、6月以降20打席以上無安打を2度記録した）ながら22盗塁・21犠打を記録し中日のリーグ優勝に貢献、同年の日本シリーズには全試合先発出場した。守備・走塁技術を高く評価されて新人王を受賞。高卒1年目野手の受賞は2021年現在までで立浪が最後。また、高卒新人としては初のゴールデングラブ賞を受賞した。しかしその一方、日本シリーズ終了時には前述の右肩痛が悪化、まともにボールが投げられないほどの痛みになっていたという。日本赤十字社のイメージキャラクターに就任。
1989年
前述した前年春に痛めた右肩の故障の影響で開幕を二軍で迎え、結局シーズン30試合出場にとどまる。星野の意向により一度は手術が決定し8月に渡米するが、診察したフランク・ジョーブは手術を見送り、「肩のまわりの筋肉を鍛えれば治る」とアドバイスした。この年の故障によって体調の管理に気をつけるようになったと後年語っている。終盤に一軍復帰し、その後閉幕までの19試合の間に打率3割の好成績を残す。
1990年
4月7日の大洋との開幕戦（ナゴヤ球場）では、1打席目で本塁打を放った。同年は痛み止めを飲み続けながら試合に出続け、遊撃手のポジションで128試合に出場。復活を遂げ主にリードオフマンとして活躍し、打率.303、155安打を記録する。この年の終盤、打率が3割を切るピンチに直面したがそのまま出場し続け、結果的に3割を維持したままシーズンを終えた。このことが大きな自信になったと本人は語っている。オフに推定年俸2800万円で契約更改。また同年10月に結婚、12月4日には長女が誕生した。
1991年
藤田元司の抜擢でオールスターゲームに自身初の監督推薦で出場。東京ドームでの第1戦に「1番・二塁手」で先発出場したが、初回表先頭打者として野茂英雄に三振を喫した。この年、星野監督が辞任する。
1992年
この年就任した高木守道監督に自ら懇願し、遊撃手を種田仁らに譲って二塁手に転向。この年のキャンプで右の前腕を痛め、そのまま4月4日の開幕戦に出場。この日は第1打席で二塁打を打ち、7回裏にはレフト席に本塁打を放った。しかし試合後、右腕をアイシングしたところ必要以上に腕を氷水に漬けてしまい、その結果人差し指が凍傷となってしまった。このことをトレーナーは把握していたが、立浪の意志で監督やコーチには伝えられなかった。結局、その後も凍傷で動かなくなった人差し指を抱えながらも様々な記録を残していくこととなる。故障で序盤は欠場したが、2年ぶりの打率3割を記録。しかし、チームは立浪入団後初の最下位に終わった。
1993年
6月11日からシーズン守備機会連続無失策を続け、それまでの記録を更新。シーズン守備率.997を残し、記録を継続したままシーズンを終える。このシーズンは16本塁打を記録するが、この記録は現役引退まで破ることはできなかった（後述の2002年にタイ記録を残している）。この年から専用応援歌が変更される。
1994年
6月11日の対読売ジャイアンツ戦で松井秀喜の放った強烈な打球を弾いて失策を記録、無失策記録は712回で止まったが監督の高木守道及びコーチの徳武定祐が現役時代に記録した数字を上回るものだった（この記録は後に関本賢太郎に破られる）。10月8日、巨人と同率首位で迎えた優勝決定戦（10.8決戦）では8回裏先頭打者として桑田真澄から三塁内野安打を打った際に一塁にヘッドスライディングし左肩を脱臼して負傷退場した。また、この脱臼の後遺症として左肩は痛いままだと本人は引退後に語っている（事実、それまで2桁試合出場していた遊撃手のポジションは翌年以降、出場は1桁もしくは出場無しとなっている）。
1995年
6月11日の巨人戦で、自身初となるサヨナラ本塁打を放った。チームが低迷している中奮闘し、自身としては2度目で二塁手としては初のゴールデングラブ賞を受賞。この年から3年連続二塁手部門で受賞する。
1996年
星野が監督に復帰。この年のオールスターゲームに二塁手部門でファン投票選出。この年は自己最高の.323の打率を残すが、チームメイトのアロンゾ・パウエルや辻発彦との打率争いに敗れ（リーグ3位）、首位打者獲得はならなかった。この年、自身初のベストナインに選出される。
10月6日、中日の逆転優勝の可能性が残るナゴヤ球場最後の公式戦では、9回裏二死から川口和久に三振を喫し最後の打者となり巨人の優勝が決まった（メークドラマ）。
1997年
開幕戦の対横浜ベイスターズ戦で盛田幸妃から初回先頭打者本塁打を放ち、ナゴヤドーム初の公式戦で同球場第1号本塁打となる。8月22日の対阪神戦ではサイクル安打を達成。しかしシーズンを通しては不調に終わり、チームも最下位に転落。
1998年
内野のポジションに久慈照嘉と李鍾範が加入したこともあり左翼手に転向、外野守備コーチに就任間もない二宮至の特訓を受ける。広島市民球場での開幕戦に「3番・左翼手」で出場し4打数無安打。5月26日、星野監督の故郷・倉敷マスカットスタジアムでの阪神戦で川尻哲郎・矢野輝弘のバッテリーにノーヒットノーランを喫した際もフルイニング出場していた。6月13日の横浜戦では戸叶尚からナゴヤドーム初の満塁本塁打を放った。また、ナゴヤドームで第1戦が開催された同年のオールスターゲームに松井、新人の高橋由伸と共に外野手部門でファン投票選出された。外野手部門での選出であったが、ナゴヤドームで開催の第1戦は全セの指揮官のヤクルト監督野村克也に「9番・二塁手」で先発起用された。結果として、この年は李鍾範の故障があり左翼手だけでなく二塁手を務めることも多かった。
1999年
選手会長に就任。李鍾範と入れ替わるように内野手に復帰し開幕戦・広島東洋カープ戦で「5番・二塁手」で先発出場、6回裏にネイサン・ミンチーからバットを折りながらもライト前に勝利打点となる適時打を放った。立浪の適時打により開幕戦に逆転勝利し、そこから中日はプロ野球タイの開幕11連勝を飾った。打率は2割6分台だったもののチーム最多の勝利打点を記録し、チームの優勝に貢献した。チームの優勝が決まった9月30日のヤクルトスワローズ戦（神宮球場）では、最後の打者がセカンドフライを打ち上げ、ウイニングボールを掴んだ。王が率いるダイエーとの日本シリーズ第1戦では13奪三振で完封勝利の工藤公康から4打数2安打、第2戦では1回表一死満塁で若田部健一から中前へ先制2点適時打を放った。
2000年
開幕戦は2番打者を任されたが、4月途中から5番打者に戻った。4月13日の広島戦（ナゴヤドーム）で8回裏に高橋建から通算1500安打を記録する。この年は4年ぶりに打率3割に到達した。翌年1月15日、中日の生え抜き選手では史上最高額（当時）となる年俸1億9000万円で契約を更改した。
2001年
6月13日の阪神タイガース戦（大阪ドーム）終了後に打率が.245まで下がるなど不振で、本人は前半戦を「最悪」と表現したほどだった。後半戦は復調し、打率を3割目前まで上げたが、結局3割には届かずシーズンを終えた。チームが5位に終わったこともあり、11月28日の選手会納会では檄文を配布したほか、12月28日の契約更改の席ではチームをまとめる決意を示した。
12月より日本プロ野球選手会理事長に就任。労働組合日本プロ野球選手会副会長も兼任し、選手の地位向上や野球の普及活動にも力を注ぐ。この年、長らく立浪とともに戦ってきた星野が監督を退きチームを去る。
2002年
5月21日のヤクルト戦（ナゴヤドーム）では同点の9回裏無死満塁の場面で五十嵐亮太から自身初となるサヨナラ満塁本塁打を放った。6月は月間打率.342を記録したほか、月間18打点（リーグ1位）、得点圏打率.522と得点圏で打ちまくり、自身初となる月間MVPを受賞した。また、シーズン当初は5番打者を任されたが、4番のレオ・ゴメスが7月3日の巨人戦（東京ドーム）で右膝痛を悪化させ戦線離脱したことにより、7月7日の横浜戦（石川県立野球場）では4番打者を任された。4番を任されるのはプロ15年目で初のことであったが、この試合では4回裏に先制の9号ソロ、8回裏にダメ押しとなる適時打を放つなど3安打2打点の活躍を見せ、チームの連敗を7で止めた。
後半戦は、8月15日の広島戦（広島市民球場）で自己最多を更新する66打点目を記録したほか、10月2日の阪神戦（阪神甲子園球場）では6回表に自己最多に並ぶ16号ソロ本塁打を放った。
この年は先述の7月7日の試合以降4番に定着し、2年ぶりの3割となる打率.302（リーグ9位）、自己最多タイとなる16本塁打、チーム最多、自己最高の92打点（リーグ3位）を記録した。
2003年
シーズン当初は3番打者を任されたが、この年も5月から新加入のアレックス・オチョアに代わって4番打者を任され、8試合連続打点を記録した。7月5日の対巨人戦（東京ドーム）で、PL学園の先輩である清原和博の前で猛打賞を記録し、8回表に林昌範から右前安打を放ち日本プロ野球史上30人目となる通算2000安打を達成、前日から始まっていた巨人戦の際に交わしていた約束通り清原から大きな花束を受け取った。なお、この試合の前、立浪は取材陣の質問に対して思わず「今日の試合で（2000本目を）打っちゃいますよ」と予告した（本来、めったにそんな大口は叩かない性格だという）。同試合後に日本プロ野球名球会入会記者会見。その後、オールスターゲームにも監督推薦で選出され、大阪ドームでの第1戦8回先頭打者で原辰徳に代打で起用され、斉藤和巳から二塁打を放った。
シーズン後半は、8月に自己ワーストタイとなる28打席連続無安打を記録、9月の打率が.150に終わるなど不振に陥った時期もあったが、最終的に打率.280、13本塁打、80打点を記録した。
同年、三塁手としてゴールデングラブ賞を受賞し、日本プロ野球史上初の3つのポジション（遊撃手・二塁手・三塁手）で受賞となった。3つのポジションでの受賞経験者は、2021年シーズン終了現在も立浪が唯一である。オフには1999年から務めた球団選手会長を井端弘和に譲る。また、同オフに『サンデードラゴンズ』（CBCテレビ）に出演した際には、翌年の具体的目標として全試合出場とトリプルスリー（打率3割・30本塁打・30盗塁）の達成を掲げていた。
2004年
開幕から「3番・三塁手」を務めた。4月2日の広島との開幕戦（ナゴヤドーム）では同点の7回裏に勝ち越しの右犠飛を打った。また、4月4日の同カードでは、延長11回裏二死一・二塁の場面で右翼線にサヨナラ適時打を放ち、チームとしては5年ぶりの開幕3連勝に貢献した。だが、その後は19打席無安打を記録したほか、一時は打率が1割台となるなど、4月は不振だった。
それでも、5月は17試合連続安打を記録し、35安打、打率.412（いずれもリーグトップ）、一時は得点圏打率5割を記録するなど打ちまくり、月間MVPを獲得。また、同月23日の横浜戦（横浜スタジアム）では、8回表一死一・三塁の場面で右翼線に適時二塁打を放ち、セ・リーグ新記録となる423二塁打を達成した。6月は前月を上回る37安打、打率.430（いずれもリーグトップ）の成績を残し、前月に続き2か月連続で月間MVPを獲得した。5月以降はこのように好調を維持し、打率.357（リーグ1位）で前半戦を終えた。
この年は古田敦也とともに一時首位打者争いを繰り広げるが、7月28日の阪神戦（甲子園球場）で5号ソロを放って以降シーズン終了まで本塁打が出ないなど、8月以降成績が下降した。結果的には打率3割を越えたもののリーグ9位の.308に終わり、またもやタイトルを逃すこととなった。日本シリーズ第2戦（ナゴヤドーム）では7回裏、松坂大輔から同点弾となる3点本塁打を放ち勝利に貢献したが、同シリーズは3勝4敗で惜敗。プロ野球再編問題で球界一の実力者で巨人オーナー退任直前の渡邉恒雄の「たかが選手が…」発言を選手会副会長として批判した。8年ぶりにベストナインに選出された。オフに年俸2億5000万円で契約更改。
2005年
開幕戦は「3番・三塁手」で先発出場、0-0で迎えた9回裏先頭で横浜先発の三浦大輔から三塁打で出塁、アレックス・オチョアのサヨナラ満塁本塁打で生還。5月19日の北海道日本ハムファイターズ戦（札幌ドーム）で3回表に金村曉から日本プロ野球新記録の通算450本二塁打を放つ。6月4日の日本ハム戦（ナゴヤドーム）の1回裏、正田樹から髙木守道の球団記録を抜く2275本目の安打を左前に放った。この年は序盤、三塁守備で失策を連発。本人の志願もあり、4月17日から交流戦終了までの約2か月は左翼手として起用された。
同年は先述の通算450二塁打や7月9日の阪神戦（ナゴヤドーム）でのサヨナラ本塁打などの活躍があったものの、腰と膝の故障もあり打率が低迷。7月には打順が6番に降格したこともあった。また、9月15日の横浜戦（ナゴヤドーム）以降は3番を福留に譲り打順が5番や7番に下がったほか、9月25日の巨人戦（ナゴヤドーム）以降はスタメンでの出場は無かった。オフには落合監督からレギュラー剥奪を明言された。翌年1月29日に2500万円ダウンの年俸2億2500万円、1年契約で契約を更改した。減俸で契約更改するのは立浪にとって16年ぶりのことだった。同シーズン終了までに通算2346安打を記録していた。
2006年
同年の年明け直後には長期的な目標として、張本勲に続くNPB史上2人目の通算3000安打を目指すことを明言していた。開幕後は三塁手の座を森野将彦と争っていたが、その森野の故障によりシーズン前半は三塁手として先発出場をする。4月7日の対巨人戦（ナゴヤドーム）では、同点の9回裏一死満塁の場面で上原浩治からサヨナラ満塁本塁打を放った。6月30日の広島戦（ナゴヤドーム）では5打数5安打を記録したが、翌日の試合で7回表に広島・東出輝裕の三盗を自身が定位置より後方に守っていたことによりタッチが遅れ阻止できず、半ば懲罰に近い形で途中交代させられた。この試合を最後に森野に正三塁手の座を奪われてからは先発出場から外れ代打での出場となったが、それでも代打で3割を超える打率を記録するなど結果を残した。10月4日の広島戦（ナゴヤドーム）では同点の9回裏一死一・二塁の好機で右中間へサヨナラ適時打を放ったが、試合後のヒーローインタビューで涙を流した。
優勝決定の翌々日10月12日の甲子園球場での阪神戦（片岡篤史の引退試合）では志願して「3番・左翼手」で先発出場を果たし、試合後に片岡の胴上げに参加した。同月16日の広島とのレギュラーシーズン最終戦（広島市民球場）では日本シリーズに備え「4番・右翼手」で先発出場、この試合以降は後述する2009年9月30日まで守備に就いての先発出場は無かった。
この年は7月に森野に三塁手のレギュラーを奪われてからは代打での出場がメインとなったことにより、1989年以来17年ぶりに規定打席に到達しなかった。オフの12月28日に1億2500万円減の年俸1億円で契約更改。
2007年
後述するように代打としての出場がメインだったが、交流戦のパ・リーグ主催試合では指名打者として先発出場することもあった。8月24日の阪神戦（ナゴヤドーム）で通算1000打点、9月1日の広島戦（広島市民球場）で通算3500塁打を達成した。同年は中村紀洋の加入もあり出場機会が減ったものの、3月30日のヤクルトとの開幕戦（ナゴヤドーム）で決勝打、8月28日の横浜戦（横浜スタジアム）で自身初となる代打満塁本塁打を放つなど、代打の切り札として活躍し、代打としての年間最多出場記録を更新。日本シリーズ制覇やアジアシリーズ制覇に貢献した。同年オフより打撃コーチを兼任。
2008年
コーチ兼任で臨んだシーズンだったが、開幕から19打席無安打が続き、シーズン初安打が出たのが20打席目（5月8日）となるなど不振だった。9月16日の阪神戦（ナゴヤドーム）で通算2500試合出場を達成したものの、同年はプロ入り後最低の成績でシーズンを終えた。オフの12月5日、2000万円減の年俸8000万円で契約を更改。その終了後に会見を行い、「翌年が最後のつもりでやります。1年悔いのないように。思い切って、最後の力を振り絞ってやります」と、2009年限りでの現役引退を示唆した。
2009年
前年オフに引退を示唆したことで開幕前から注目を集めた。40歳という年齢もあり守備に就くことは後述する本拠地最終戦までなかったが、代打でチームに貢献した。4月24日の対巨人戦（東京ドーム）では8回表に豊田清から同点本塁打を放ちチームの勝利に貢献。入団以来22シーズン連続で本塁打を放った（日本記録は谷繁元信の27年）。5月7日の広島戦（ナゴヤドーム）では自身13度目となるサヨナラ打を打ったほか、7月21日の広島戦（ナゴヤドーム）では6回裏に右中間へ決勝の2点適時二塁打を打ち、チームの逆転勝利に貢献した。8月1日のヤクルト戦（神宮球場）で日本プロ野球史上7人目の通算1万打席を達成。シーズン終盤に正式に引退を表明し、9月30日の本拠地最終戦、対巨人戦（ナゴヤドーム）が引退試合となった。試合には「6番・一塁手」で同年シーズン初の先発出場。2-6で敗れたが、4打数3安打の猛打賞で自らの引退を飾った。また、3安打目は二塁打で、自らの持つ二塁打の日本記録を487に伸ばした。試合後のセレモニーでは桑田真澄、清原和博、片岡篤史らから花束が贈られた。
その後も10月4日の対阪神最終戦（甲子園球場）や、10月11日のヤクルトとのレギュラーシーズン最終戦（神宮球場）で代打出場して凡退した。4日は桧山進次郎から、11日は宮本慎也から、花束が贈呈された。レギュラーシーズンでの現役最終打席は9回表二死無走者の場面で押本健彦から二飛を打った。クライマックスシリーズでは、10月19日のヤクルトとの第1ステージ第3戦（ナゴヤドーム）で5回裏に代打でリードを広げる2点適時二塁打を打ち、チームの第1ステージ突破に貢献。また、10月24日の巨人との第2ステージ第4戦（東京ドーム）で9回表に7番・藤井淳志の代打として出場し、マーク・クルーンに左飛に仕留められた打席が最終打席となった。
引退時、ファンの間で「背番号3を永久欠番に」という運動が沸き起こり、署名活動も行われたが見送られ、2010年からは森野将彦が受け継ぐことが球団から一旦発表された。しかしこれは森野本人の要望により取り消され、2010年は欠番扱いとなった。背番号3は2011年からPL高校の後輩でもある吉川大幾が、2015年からは高橋周平が着用している。

### 引退後
2010年1月6日、ナゴヤドームで「立浪選手に感謝する会」が開催された。2月27日にロッテとのオープン戦で引退記念試合を行った。中日の選手でオープン戦で引退試合が行われるのは2002年の今中慎二以来であり、立浪の次は2014年の山﨑武司であった。1月26日、同じく前年限りで現役引退した赤星憲広・清水崇行と共に日本テレビ（日テレ）のプロ野球中継解説者となることが発表された（主に中日戦。ただし、中京テレビ（名古屋にある日テレ系局）はナゴヤドームの中日主催試合の放映権が無い。日テレ製作の巨人戦でも中日に絡まない数試合にも出演する）。ゲスト解説者としてCBCテレビ、CBCラジオ、フジテレビ、東海テレビ、テレビ愛知の中継にも不定期出演する。また、片岡篤史の後任として北海道文化放送の「スポーツワイド Fの炎」のレギュラー解説者にも起用された。
2011年4月より、野村弘樹と共にフジテレビ『すぽると!』のレギュラー野球解説者を務めている。野村とペアで出演することも年に数回ある。
2012年4月28日には東海テレビのプロ野球ローカル中継では野村と初めてペアで野球中継の解説を務めた。
2012年10月10日に、野球日本代表の打撃コーチに就任したことが発表された。11月13日に、背番号が「81」となったことが発表された。
2013年のオフには、高木守道の監督退任に伴い中日の次期監督候補の一人として名前が挙がったが監督就任は実現せず、結局谷繁元信が選手兼任監督に就任した。これを受け、仕事の中心を名古屋から東京に移そうと考えていたが、夫人からの反対を受けて断念している。なお一部によるとテレビ解説などでナゴヤドームを訪れた時には、中日の若手選手に熱心にアドバイスを送る姿も見られ、チーム内外から立浪監督待望論がささやかれてきた。なお、立浪自身は著書にて「いずれはもう一度、中日ドラゴンズのユニフォームを着て、指導者としてグラウンドに立ちたい。そのために、これからはいろいろ考えて努力していきたいと思う」「私は果たして、（もし指導者になったら）星野監督のように、いざ試合が始まったら別人になれるだろうか」と記し、将来的に中日で監督を務めることに意欲を示していた。2018年秋には、巨人の監督に復帰することが決まっていた原辰徳からコーチ就任の要請を受けていたが、これを固辞している。
2019年に野球殿堂入り（競技者表彰）。2020年時点では、日本テレビ・中京テレビ・フジテレビ・東海テレビ・CBCテレビ・CBCラジオで、野球解説者として活動していた。同年11月には中日球団からの依頼を受け、翌2021年の春季キャンプで臨時コーチを務めることが決まった。
2021年10月29日に、中日の大島宇一郎オーナーから同年限りで退任した与田剛に代わり監督に就任することを要請され、これを受諾。翌2022年から指揮を執ることが決まった。

### 中日監督時代
2022年、2月26日の阪神とのオープン戦で監督としてのデビュー戦を飾る。3月5日のヤクルトとのオープン戦では、4389日ぶりに本拠地でユニホーム姿を見せた。
同年は打撃陣の不振やDeNA戦で6勝18敗1分と大きく負け越したこと、5月から6月の間に6連敗以上を3度記録したことが響き、最下位に終わった。
2023年も、前年と変わらず最下位となった。
2024年9月18日の阪神戦で敗れた試合後、自ら退任を表明。この年のセ・リーグの最下位はシーズン最終戦まで確定せず、中日は最終戦のDeNA戦で引き分け以上ならば5位になるところだった。しかし、2022年オフにトレードで放出した京田陽太に決勝打を許した上に、打線が沈黙してシーズン14度目の完封負けを喫してしまい、最下位を確定させた。立浪が監督した3年間は全て最下位という結果で、新人監督から3年連続最下位はNPB史上4度目、また、3年連続最下位は球団史上ワーストを更新するものとなった。
「今日も最後の最後まで声援をいただきましてありがとうございます。1年間、バンテリンドームはもちろんビジターのグラウンドでも声援をいただいたありがとうございました。3年間結果を出すことができず、皆様には申し訳ない思いをさせて、すみませんでした。何とか3年間チームを強くしようと、改革してきましたが、まだこのチームは改革の途中。志半ばでチームを退くのは残念で悔しい思いです。翌年以降は新体制になりますが、応援して力を与えて上げてください。負けたので多くは語りません。本当に3年間ありがとうございました」といい、背番号73に別れを告げた。

## 人物
- チーム内での愛称は「タツ」[196][197]。また中日の後輩である井上一樹らは「タッさん」と呼ぶことが多かった。
- 入団1年目からレギュラーとして定着し、入団3年目の1990年から2005年まで16年連続規定打席到達を記録。代打での出場が多くなった2007年以降でも、代打の準備にネクストバッターズサークルに現れただけで大歓声を受けた。打席に向かう時の歓声は「代打・立浪」のコールが聞こえなくなることもあるほどであった。
- PL学園高校時代から甲子園のアイドル的存在であり、プロ入り後も若手時代は甘いマスクと華麗な守備から若い女性ファンが多かった[198]。

『中日スポーツ』でドラゴンズを題材にした四コマ漫画『おれたちゃドラゴンズ』を連載しているくらはしかんは、立浪を松井達徳とともに「二枚目」と評し、描きにくい選手の一例として挙げている。
- 鉄拳制裁も辞さない星野から怒られたことが滅多にないことで知られており、所謂、星野政権の優等生と言われている[200]。
- 通算本塁打は171本。これは日本プロ野球界の通算安打数ベストテン[注 14]に入る選手の中では最少であると共に、その中で200本塁打に到達していないのは立浪のみ。また、シーズン20本塁打を達成したこともない[注 15]。このように決して長距離打者とは言えない（最後に本塁打を放った2009年4月24日の試合後にも、日刊スポーツのインタビューに対し「ボクはホームラン打者じゃない」と語っていた[201]）が、プロ1年目から最終年まで本塁打のなかったシーズンは一度もない。
- 猛打賞を175回記録している[202]。
- 前述のとおり日本プロ野球記録である二塁打の日本記録487を持ち、プロ初安打もプロ最終安打も二塁打であることから、「ミスター二塁打」の異名もあり[203]、立浪本人も「ツーベースに縁があった」と振り返っている。ただ、名球会会員の中で、清原和博、前田智徳、駒田徳広、宮本慎也、谷繁元信同様、盗塁王を含む打撃タイトルを獲っておらず、年間最多二塁打もない。
- プロ入り以降遊撃手→二塁手→左翼手→二塁手→三塁手→左翼手→三塁手とメインの守備位置を変えるなど、ユーティリティープレイヤーでもあった。現役晩年は代打に役割が変わっても、与えられたその役割を全うした。
- 「自分が選手会長の時（1999年 - 2003年）に派閥はなくした」と、自由な空気の中でドラゴンズ全体の底上げを図った立役者でもある[204]。元チームメイトの山本昌は、立浪について「野球の知識、統率力には感服する」「ソツがない」と評した[205]。
- かつて同僚だったタイロン・ウッズと生年月日が同じであり、共に誕生日を祝うことがあった[206][207]。
- 当時小学生だった福留孝介が高校時代の立浪に憧れ、小学生時代の福留が中日のキャンプを訪れたときにサインをしたことは有名。後に福留が中日入りした際、かつて立浪の応援歌であった曲が応援歌に採用されている。1990年当時にルーキーであった阪神タイガース・新庄剛志外野手は立浪の守備から刺激を受け、志願して遊撃手へ転向している[208]。
- 1年先輩である山﨑武司は、自身のレギュラー定着が後輩の立浪より遅かったことから「立浪に後れは取らない。負けてたまるか」という反骨心を抱いていたと回顧している[209]。
- 下戸であり、酒が飲めない[210]。自らの著書にも「40歳まで現役でプレーできたのは、お酒を飲まなかったからだと思っている」と記されている[211]。
- 2003年オフに『サンデードラゴンズ』で格闘家のボブ・サップと共演した際、自身より遥かに大柄なサップから「体はビースト（サップ自身のこと）より小さいが、非常なパワーを感じる」と評されていた[89]。

### 登場曲
- 現役時代は、中村あゆみの「翼の折れたエンジェル」を登場曲として使用していた[212]。この曲は立浪がPL学園高等学校1年生の時に寮で流れていた曲で、プロでは初心を忘れないように、登場曲として使用したという[213][214]。2019年12月に開催された立浪の野球殿堂入りを祝う会では、立浪が登壇する際にこの曲が流された[214]ほか、中村がサプライズで会場に登場し、この曲を披露した[213][214]。

### 8020県民健口大使
- 現役時代から歯に気を配って生活していた[215][216]。現役引退後の2010年から愛知県歯科医師会の8020県民健口大使に就任[215]。

### 社会貢献活動
- PL学園の同期で、春夏甲子園連覇時の正捕手だった伊藤敬司（元青山学院大学硬式野球部→JR東海硬式野球部、筋萎縮性側索硬化症〈ALS〉のため2015年10月8日死去）の遺志を継ぎ、「PL学園最強世代 あるキャッチャーの人生を追って」（講談社刊 伊藤敬司・矢崎良一著 ISBN 4062195364 / ISBN 978-4062195362 2015年5月8日初版）の図書館寄贈プロジェクトを開始した。中部盲導犬協会の協力を得て、愛知県教育委員会への寄贈をはじめ、全国の教育委員会に約1000冊寄贈する予定だという。著書の購入資金150万円を翌2016年9月末まで公募した[217]。
- 東日本大震災が発生した際には、被災者支援のために、岩手県大槌町にシャワーコンテナを寄贈した[218]。
- 「国連の友 Asia-Pacific」と株式会社アスリートジャパンが協力して国際連合のプログラム「発展と平和のためのスポーツ」を支援する取り組み「ピースプログラム」で社会貢献、世界各国の平和活動に賛同し、活動している。
- 2022年8月6日の横浜DeNAベイスターズ戦では、愛知県内の児童福祉施設などで生活する子どもを中日の本拠地・バンテリンドーム ナゴヤの試合に招待した[219][220]。

## 詳細情報

### 年度別打撃成績
| 年 度      | 球 団      | 試 合 | 打 席 | 打 数 | 得 点 | 安 打 | 二 塁 打 | 三 塁 打 | 本 塁 打 | 塁 打 | 打 点 | 盗 塁 | 盗 塁 死 | 犠 打 | 犠 飛 | 四 球 | 敬 遠 | 死 球 | 三 振 | 併 殺 打 | 打 率 | 出 塁 率 | 長 打 率 | O P S |
| ---------- | ---------- | ----- | ----- | ----- | ----- | ----- | -------- | -------- | -------- | ----- | ----- | ----- | -------- | ----- | ----- | ----- | ----- | ----- | ----- | -------- | ----- | -------- | -------- | ----- |
| 1988       | 中日       | 110   | 403   | 336   | 61    | 75    | 15       | 1        | 4        | 104   | 18    | 22    | 7        | 21    | 0     | 42    | 0     | 4     | 53    | 3        | .223  | .317     | .310     | .626  |
| 1989       | 中日       | 30    | 100   | 85    | 10    | 20    | 6        | 1        | 2        | 34    | 8     | 3     | 6        | 5     | 0     | 10    | 0     | 0     | 10    | 3        | .235  | .316     | .400     | .716  |
| 1990       | 中日       | 128   | 591   | 511   | 73    | 155   | 33       | 6        | 11       | 233   | 45    | 18    | 9        | 14    | 1     | 60    | 1     | 5     | 61    | 3        | .303  | .381     | .456     | .837  |
| 1991       | 中日       | 131   | 605   | 520   | 87    | 151   | 35       | 2        | 10       | 220   | 45    | 10    | 8        | 8     | 2     | 74    | 4     | 1     | 69    | 5        | .290  | .379     | .423     | .802  |
| 1992       | 中日       | 98    | 438   | 379   | 52    | 114   | 16       | 4        | 5        | 153   | 42    | 8     | 4        | 2     | 4     | 51    | 1     | 2     | 52    | 6        | .301  | .383     | .404     | .787  |
| 1993       | 中日       | 128   | 577   | 500   | 73    | 143   | 18       | 3        | 16       | 215   | 50    | 6     | 8        | 3     | 1     | 70    | 0     | 3     | 51    | 3        | .286  | .376     | .430     | .806  |
| 1994       | 中日       | 129   | 581   | 489   | 90    | 134   | 27       | 1        | 10       | 193   | 53    | 12    | 2        | 2     | 5     | 83    | 6     | 2     | 50    | 10       | .274  | .378     | .395     | .773  |
| 1995       | 中日       | 126   | 557   | 489   | 72    | 147   | 25       | 1        | 11       | 207   | 53    | 10    | 11       | 2     | 3     | 59    | 2     | 4     | 46    | 11       | .301  | .378     | .423     | .802  |
| 1996       | 中日       | 130   | 587   | 511   | 91    | 165   | 39       | 2        | 10       | 238   | 62    | 2     | 5        | 3     | 2     | 69    | 0     | 2     | 57    | 12       | .323  | .404     | .466     | .870  |
| 1997       | 中日       | 133   | 579   | 495   | 77    | 133   | 24       | 3        | 14       | 205   | 55    | 8     | 5        | 1     | 1     | 77    | 4     | 5     | 42    | 13       | .269  | .372     | .414     | .786  |
| 1998       | 中日       | 134   | 589   | 504   | 60    | 137   | 24       | 1        | 8        | 187   | 43    | 6     | 6        | 3     | 4     | 74    | 4     | 4     | 60    | 8        | .272  | .367     | .371     | .738  |
| 1999       | 中日       | 123   | 477   | 417   | 54    | 111   | 32       | 1        | 4        | 157   | 53    | 3     | 2        | 4     | 4     | 51    | 1     | 1     | 44    | 14       | .266  | .345     | .376     | .721  |
| 2000       | 中日       | 126   | 503   | 436   | 58    | 132   | 30       | 3        | 9        | 195   | 58    | 5     | 0        | 16    | 2     | 46    | 1     | 3     | 43    | 13       | .303  | .372     | .447     | .819  |
| 2001       | 中日       | 139   | 576   | 507   | 52    | 148   | 30       | 2        | 9        | 209   | 65    | 6     | 1        | 7     | 6     | 54    | 4     | 2     | 54    | 9        | .292  | .359     | .412     | .771  |
| 2002       | 中日       | 137   | 562   | 506   | 62    | 153   | 34       | 2        | 16       | 239   | 92    | 4     | 9        | 1     | 4     | 45    | 3     | 6     | 55    | 10       | .302  | .364     | .472     | .836  |
| 2003       | 中日       | 135   | 569   | 500   | 52    | 140   | 28       | 2        | 13       | 211   | 80    | 2     | 4        | 0     | 10    | 52    | 2     | 7     | 72    | 13       | .280  | .350     | .422     | .772  |
| 2004       | 中日       | 134   | 580   | 523   | 68    | 161   | 25       | 0        | 5        | 201   | 70    | 5     | 3        | 1     | 6     | 45    | 2     | 5     | 52    | 12       | .308  | .364     | .384     | .749  |
| 2005       | 中日       | 138   | 580   | 501   | 57    | 127   | 25       | 1        | 9        | 181   | 56    | 2     | 0        | 0     | 6     | 68    | 1     | 5     | 76    | 15       | .253  | .345     | .361     | .706  |
| 2006       | 中日       | 113   | 284   | 259   | 17    | 68    | 10       | 1        | 1        | 83    | 31    | 3     | 1        | 3     | 3     | 17    | 2     | 2     | 28    | 6        | .263  | .310     | .320     | .630  |
| 2007       | 中日       | 101   | 129   | 109   | 4     | 30    | 2        | 1        | 2        | 40    | 31    | 0     | 0        | 0     | 3     | 16    | 3     | 1     | 14    | 2        | .275  | .364     | .367     | .731  |
| 2008       | 中日       | 86    | 86    | 73    | 2     | 15    | 4        | 0        | 1        | 22    | 10    | 0     | 0        | 0     | 1     | 11    | 3     | 1     | 11    | 2        | .205  | .314     | .301     | .615  |
| 2009       | 中日       | 77    | 80    | 66    | 3     | 21    | 5        | 0        | 1        | 29    | 17    | 0     | 0        | 0     | 1     | 12    | 1     | 1     | 7     | 1        | .318  | .425     | .439     | .864  |
| 通算：22年 | 通算：22年 | 2586  | 10033 | 8716  | 1175  | 2480  | 487      | 38       | 171      | 3556  | 1037  | 135   | 91       | 96    | 69    | 1086  | 45    | 66    | 1007  | 174      | .285  | .366     | .408     | .773  |

- 各年度の太字はリーグ最高、赤太字はNPBにおける歴代最高

### 年度別守備成績
| 年 度 | 一塁  | 一塁  | 一塁  | 一塁  | 一塁  | 一塁     | 二塁  | 二塁  | 二塁  | 二塁  | 二塁  | 二塁     | 三塁  | 三塁  | 三塁  | 三塁  | 三塁  | 三塁     | 遊撃  | 遊撃  | 遊撃  | 遊撃  | 遊撃  | 遊撃     | 外野  | 外野  | 外野  | 外野  | 外野  | 外野     |
| 年 度 | 試 合 | 刺 殺 | 補 殺 | 失 策 | 併 殺 | 守 備 率 | 試 合 | 刺 殺 | 補 殺 | 失 策 | 併 殺 | 守 備 率 | 試 合 | 刺 殺 | 補 殺 | 失 策 | 併 殺 | 守 備 率 | 試 合 | 刺 殺 | 補 殺 | 失 策 | 併 殺 | 守 備 率 | 試 合 | 刺 殺 | 補 殺 | 失 策 | 併 殺 | 守 備 率 |
| ----- | ----- | ----- | ----- | ----- | ----- | -------- | ----- | ----- | ----- | ----- | ----- | -------- | ----- | ----- | ----- | ----- | ----- | -------- | ----- | ----- | ----- | ----- | ----- | -------- | ----- | ----- | ----- | ----- | ----- | -------- |
| 1988  | -     | -     | -     | -     | -     | -        | -     | -     | -     | -     | -     | -        | -     | -     | -     | -     | -     | -        | 103   | 158   | 219   | 10    | 53    | .974     | -     | -     | -     | -     | -     | -        |
| 1989  | -     | -     | -     | -     | -     | -        | -     | -     | -     | -     | -     | -        | -     | -     | -     | -     | -     | -        | 27    | 36    | 64    | 3     | 15    | .971     | -     | -     | -     | -     | -     | -        |
| 1990  | -     | -     | -     | -     | -     | -        | -     | -     | -     | -     | -     | -        | -     | -     | -     | -     | -     | -        | 128   | 234   | 355   | 14    | 74    | .977     | -     | -     | -     | -     | -     | -        |
| 1991  | -     | -     | -     | -     | -     | -        | -     | -     | -     | -     | -     | -        | -     | -     | -     | -     | -     | -        | 131   | 192   | 377   | 14    | 76    | .976     | -     | -     | -     | -     | -     | -        |
| 1992  | -     | -     | -     | -     | -     | -        | 97    | 228   | 280   | 10    | 52    | .981     | -     | -     | -     | -     | -     | -        | -     | -     | -     | -     | -     | -        | -     | -     | -     | -     | -     | -        |
| 1993  | -     | -     | -     | -     | -     | -        | 127   | 311   | 357   | 2     | 94    | .997     | -     | -     | -     | -     | -     | -        | -     | -     | -     | -     | -     | -        | -     | -     | -     | -     | -     | -        |
| 1994  | -     | -     | -     | -     | -     | -        | 120   | 280   | 339   | 4     | 96    | .994     | -     | -     | -     | -     | -     | -        | 27    | 41    | 59    | 1     | 19    | .990     | -     | -     | -     | -     | -     | -        |
| 1995  | -     | -     | -     | -     | -     | -        | 124   | 281   | 355   | 7     | 83    | .989     | -     | -     | -     | -     | -     | -        | 6     | 8     | 19    | 1     | 4     | .964     | -     | -     | -     | -     | -     | -        |
| 1996  | -     | -     | -     | -     | -     | -        | 130   | 296   | 336   | 8     | 81    | .988     | -     | -     | -     | -     | -     | -        | -     | -     | -     | -     | -     | -        | -     | -     | -     | -     | -     | -        |
| 1997  | -     | -     | -     | -     | -     | -        | 133   | 331   | 314   | 11    | 73    | .983     | -     | -     | -     | -     | -     | -        | -     | -     | -     | -     | -     | -        | -     | -     | -     | -     | -     | -        |
| 1998  | -     | -     | -     | -     | -     | -        | 56    | 97    | 133   | 3     | 27    | .987     | 2     | 3     | 3     | 0     | 0     | 1.000    | -     | -     | -     | -     | -     | -        | 86    | 127   | 3     | 1     | 0     | .992     |
| 1999  | -     | -     | -     | -     | -     | -        | 118   | 235   | 306   | 7     | 60    | .987     | 3     | 0     | 3     | 0     | 0     | 1.000    | -     | -     | -     | -     | -     | -        | 12    | 6     | 1     | 0     | 0     | 1.000    |
| 2000  | -     | -     | -     | -     | -     | -        | 123   | 201   | 303   | 5     | 43    | .990     | 1     | 0     | 0     | 0     | 0     | .---     | 3     | 0     | 1     | 0     | 0     | 1.000    | 15    | 11    | 0     | 0     | 0     | 1.000    |
| 2001  | -     | -     | -     | -     | -     | -        | 95    | 175   | 252   | 2     | 52    | .995     | 54    | 24    | 77    | 6     | 4     | .944     | 1     | 1     | 2     | 0     | 0     | 1.000    | -     | -     | -     | -     | -     | -        |
| 2002  | -     | -     | -     | -     | -     | -        | 25    | 51    | 52    | 1     | 13    | .990     | 116   | 80    | 182   | 10    | 11    | .963     | -     | -     | -     | -     | -     | -        | -     | -     | -     | -     | -     | -        |
| 2003  | -     | -     | -     | -     | -     | -        | -     | -     | -     | -     | -     | -        | 133   | 81    | 183   | 15    | 8     | .946     | -     | -     | -     | -     | -     | -        | -     | -     | -     | -     | -     | -        |
| 2004  | -     | -     | -     | -     | -     | -        | -     | -     | -     | -     | -     | -        | 134   | 87    | 176   | 8     | 14    | .970     | -     | -     | -     | -     | -     | -        | -     | -     | -     | -     | -     | -        |
| 2005  | -     | -     | -     | -     | -     | -        | -     | -     | -     | -     | -     | -        | 81    | 43    | 130   | 10    | 12    | .945     | -     | -     | -     | -     | -     | -        | 35    | 35    | 0     | 2     | 0     | .946     |
| 2006  | -     | -     | -     | -     | -     | -        | -     | -     | -     | -     | -     | -        | 46    | 23    | 63    | 3     | 6     | .966     | -     | -     | -     | -     | -     | -        | 2     | 3     | 0     | 0     | 0     | 1.000    |
| 2009  | 1     | 6     | 1     | 0     | 0     | 1.000    | -     | -     | -     | -     | -     | -        | -     | -     | -     | -     | -     | -        | -     | -     | -     | -     | -     | -        | -     | -     | -     | -     | -     | -        |
| 通算  | 1     | 6     | 1     | 0     | 0     | 1.000    | 1148  | 2486  | 3027  | 60    | 674   | .989     | 570   | 341   | 817   | 52    | 55    | .957     | 426   | 670   | 1096  | 43    | 241   | .976     | 150   | 182   | 4     | 3     | 0     | .984     |

- 各年度の太字はリーグ最高
- 太字年はゴールデングラブ賞受賞

### 表彰
- 新人王（1988年）
- ベストナイン：2回（1996年＝二塁手、2004年＝三塁手）
- ゴールデングラブ賞：5回（1988年＝遊撃手、1995年 - 1997年＝二塁手、2003年＝三塁手）※3ポジションでの受賞は最多[87]
- 野球殿堂競技者表彰（2019年）[13]
- 月間MVP：3回（2002年6月[70]、2004年5月[98]、2004年6月[100]）
- 優秀JCB・MEP賞：3回（1991年、1992年[221]、2000年）
- JA全農Go・Go賞：1回（2001年8月＝最多二・三塁打賞）

- ドラゴンズクラウン賞：最優秀選手賞（2003年[222]）
- 日本プロスポーツ大賞 特別功労賞（2009年）[223]

### 記録
日本記録
- 通算二塁打：487
- シーズン30二塁打以上：7度
- サヨナラ満塁本塁打：2度（タイ記録）[133][注 16]
- 1試合5安打：5度（タイ記録）[224]

初記録
- 初出場・初先発出場：1988年4月8日、対横浜大洋ホエールズ1回戦（ナゴヤ球場）、「2番・遊撃手」として先発出場[34]
- 初安打：同上、6回裏に欠端光則から右翼線二塁打
- 初本塁打・初打点：1988年4月17日、対読売ジャイアンツ3回戦（ナゴヤ球場）、6回裏に加藤初から
- 初盗塁：1988年5月8日、対読売ジャイアンツ5回戦（東京ドーム）

節目の記録
- 1000安打：1996年6月2日、対読売ジャイアンツ7回戦（東京ドーム）、8回表に斎藤雅樹から左前安打 ※史上183人目
- 1000試合出場：1996年9月21日、対読売ジャイアンツ24回戦（東京ドーム）、「3番・二塁手」として先発出場 ※史上338人目
- 100本塁打：1998年8月19日、対ヤクルトスワローズ19回戦（明治神宮野球場）、3回表に北川哲也から右越ソロ ※史上199人目
- 300二塁打：2000年4月7日、対横浜ベイスターズ1回戦（横浜スタジアム）、7回表に河原隆一から左中間へ二塁打 ※史上36人目
- 1500安打：2000年4月13日、対広島東洋カープ3回戦（ナゴヤドーム）、8回裏に高橋建から中前安打[61] ※史上80人目
- 1500試合出場：2000年8月29日、対広島東洋カープ20回戦（広島市民球場）、「5番・二塁手」として先発出場 ※史上128人目
- 350二塁打：2001年9月2日、対横浜ベイスターズ23回戦（ナゴヤドーム）、6回裏に川村丈夫から右中間二塁打 ※史上22人目[225]
- 400二塁打：2003年6月26日、対ヤクルトスワローズ15回戦（明治神宮野球場）、1回表にジェイソン・ベバリンから ※史上9人目[226]
- 1000得点：同上、1回表にアレックス・オチョアの右前2点適時打で生還して記録[226]※史上30人目
- 2000安打：2003年7月5日、対読売ジャイアンツ16回戦（東京ドーム）、8回表に林昌範から右前安打 ※史上30人目[83]
- 150本塁打：2003年9月30日、対広島東洋カープ27回戦（広島市民球場）、4回表に酒井大輔から右越ソロ ※史上130人目[86]
- 2000試合出場：2004年6月29日、対広島東洋カープ13回戦（福井県営球場）、「3番・三塁手」として先発出場 ※史上34人目[227]
- 450二塁打：2005年5月19日、対北海道日本ハムファイターズ3回戦（札幌ドーム）、3回表に金村曉から左翼線二塁打 ※史上初[108][228]
- 1000四球：2005年6月22日、対阪神タイガース8回戦（大阪ドーム）、7回表に橋本健太郎から ※史上11人目[229][230]
- 1000打点：2007年8月24日、対阪神タイガース17回戦（ナゴヤドーム）、5回裏に渡辺亮から右前適時打 ※史上32人目[142][231]
- 3500塁打：2007年9月1日、対広島東洋カープ17回戦（広島市民球場）、6回表にジャレッド・フェルナンデスから右越2ラン ※史上22人目[143][232]
- 2500試合出場：2008年9月16日、対阪神タイガース22回戦（ナゴヤドーム）、7回裏にチェン・ウェインの代打として出場 ※史上7人目[149][150][233]
- 1000三振：2008年10月5日、対読売ジャイアンツ24回戦（東京ドーム）、8回表に豊田清から見逃し三振 ※史上43人目[234][235]
- 10000打席：2009年8月1日、対東京ヤクルトスワローズ14回戦（明治神宮野球場）、7回表に小笠原孝の代打として出場 ※史上7人目[157][236]

その他の記録
- 最多得点：2回（1991年、1994年）
- 最多出塁：1回（1996年）
- サイクル安打：1997年8月22日、対阪神タイガース21回戦（ナゴヤドーム） ※史上47人目
- オールスターゲーム出場：11回（1988年、1991年、1994年、1995年、1996年、1997年、1998年、2000年、2002年、2003年、2004年）

### 背番号
- 3（1988年 - 2009年）
- 73（2022年 - 2024年）

### 年度別監督成績
| 2022      | 中日      | 6位       | 143 | 66  | 75  | 2  | .468 | 15.0       | 62         | .247       | 3.28       | 53歳       |            |            |
| 2023      | 中日      | 6位       | 143 | 56  | 82  | 5  | .406 | 29.0       | 71         | .234       | 3.08       | 54歳       |            |            |
| 2024      | 中日      | 6位       | 143 | 60  | 75  | 8  | .444 | 16.5       | 68         | .243       | 2.99       | 55歳       |            |            |
| 通算：3年 | 通算：3年 | 通算：3年 | 429 | 182 | 232 | 15 | .440 | Bクラス3回 | Bクラス3回 | Bクラス3回 | Bクラス3回 | Bクラス3回 | Bクラス3回 | Bクラス3回 |

- 2024年度シーズン終了時

## 関連情報

### 著書
- 『負けん気』（文芸社、2010年2月、ISBN 978-4286088532／増補版、文芸社文庫、2014年2月、ISBN 978-4286148939）
- 『立浪和義超打撃術：名手に学ぶプロフェッショナル野球論』（ベースボールマガジン社、2011年2月、ISBN 978-4583103341）
- 『立浪&野村が教える! 野球少年が親子でうまくなるプロ思考』（野村弘樹共著、集英社、2012年9月、ISBN 978-4087806595）
- 『攻撃的守備の極意：ポジション別の鉄則&打撃にも生きるヒント：MASTERS METHOD』（廣済堂出版、2013年12月、ISBN 9784331517789）
- 『長打力を高める極意』（廣済堂出版、2015年2月、ISBN 9784331519110）
- 『二遊間の極意：コンビプレー・併殺の技&他選手・攻撃との関係性』（廣済堂出版、2016年7月、ISBN 9784331520369）
- 『野球センスの極意：走攻守・バッテリー能力&マルチなセンスの磨き方』廣済堂出版、2017年8月。ISBN 978-4331521205。

### 関連書籍
- 『PL学園OBはなぜプロ野球で成功するのか?』（橋本清著、ぴあ、2009年3月、橋本清が第3章で立浪を取材、ISBN 978-4835617282）
- 『立浪和義：さらばミスタードラゴンズ』（日刊スポーツ出版社、2009年11月、ISBN 978-4817254665）
- 『立浪和義公式写真集：History 1988-2009 road to Mr.Dragons』（中日新聞社出版部編、2009年11月、ISBN 978-4806206002）

### 関連映像
- 『ミスタードラゴンズ22年間の軌跡：立浪和義引退記念』（DVD、コロムビアミュージックエンタテインメント、2009年12月、COBA-4858）
- 『立浪和義の野球塾!プロへの道標!!：通算2480安打の巧打者が贈るバッティング理論』（DVD、竹緒、2010年6月、TIMA-3）

### 出演番組

#### テレビ番組
- 「すぽると!」（フジテレビ、2011年4月 - 2016年3月・2025年 - 、レギュラー野球解説者）

##### 過去の出演番組
- 「Dramatic Game 1844」（日本テレビ、中京テレビ、2010年 - 2021年、解説）
- 「侍プロ野球」（CBCテレビ、2010年 - 2021年、ゲスト解説）
- 「enjoy! Baseball」（フジテレビ、東海テレビ、2010年 - 2021年、ゲスト解説）
- 「テレビ愛知 10チャンベースボール」（テレビ愛知、、2010年 - 2021年、ゲスト解説）
- 「サンデードラゴンズ」（CBCテレビ、2010年4月 - 、不定期）
- 「pluspo」（東海テレビ、不定期、コメンテーター）
- 「プロ野球ニュース」（フジテレビONE、不定期、解説者）

#### ラジオ番組

##### 過去の出演番組
- 「CBCドラゴンズナイター・サタデー・サンデー」（CBCラジオ、2010年 - 2021年、ゲスト解説）
- 「立浪和義のキャッチボールRADIO」（東海ラジオ、2021年12月27日終了）
- 「大澤広樹のドラゴンズステーション」（東海ラジオ、2021年まで。スタジオコメンテーター）

#### CM
- エスエスケイ「野球用品」（1989年、ロッカールーム篇・食堂篇）、企業広告（2004年、バットミントン篇[注 17][237]）
  - 1989年から2009年まで（現役時代）[238]・2022年以降（監督就任後）は同社とアドバイザー契約を結んでいる[注 18][239]。現役時代はテレビCM[注 19]に出演し、カタログなどの広告にも起用された[238]。
  - 2004年に放送したバットミントン篇は「自転車から飛び降りた立浪が傘回しをしている女性からトスを受け、それを（フェアゾーンに）飛ばす」という内容であったが、終盤には立浪もバットミントンをするシーンがあった。
- アサヒビール「名古屋麦酒」（1998年、高田純次と共演）
  - 中日ドラゴンズの試合を観戦する高田が「ここで（立浪が）打ったら名古屋麦酒1年分だ」と言い、それを飲む高田に立浪（野球中継で登場した打者）が反応する。その後、立浪はヒットを放ち、高田の家に押し掛けて「すみません、名古屋麦酒1年分」とお願いしている（このシーンで高田と共演した）。

#### テレビドラマ
- 「居酒屋ふじ」第8話（2017年8月27日、テレビ東京）- 本人 役[246]